# Joaquim Massot Busquets
Joaquim Massot Busquets (Badalona, 18 de febrer de 1914 — Badalona, 19 de maig de 2008) va ser un dels fundadors del Club Joventut Badalona.
Massot va ser, l'any 1930, un dels fundadors de la Penya Spirit of Badalona, actual Joventut de Badalona. En va ser president el mateix any de la seva fundació. Va ser jugador del club en els seus primers anys, encara amb la denominació de "Centre Esportiu Badaloní", jugant en la competició organitzada per l'Agrupació de Basketball de Catalunya. Posteriorment assumí diversos càrrecs com a directiu de l'entitat. L'any 1966 fou nomenat "Històric del Bàsquet Català" per la Fundació del Bàsquet Català.